# Merapi (schip, 1942)
De Merapi was een hulppolitiekruiser van de Smeroe-klasse die in 1941 werd omgebouwd tot hulpmijnenveger. Gebouwd om kleine hoeveelheden goederen of kleine aantallen personen te vervoeren tussen de verschillende eilanden van de Indonesische archipel.

## Naam
Gebruikelijk is dat de naam van schepen van de Koninklijke Marine ook bestaat uit Hr.Ms. of Zr.Ms.. Dit predicaat betreft echter schepen die de wimpel voeren, wanneer zij in dienst zijn, onder het bevel van een officier of onderofficier van de Koninklijke marine staan en een militaire bemanning hebben. Dit schip is echter nooit formeel opgeleverd en in dienst gesteld, maar op 2 maart 1942 werd het schip aan de afbouwkade door marinepersoneel zodanig vernietigd, dat de Japanners er geen brood in zagen het te herstellen.